# Chactún (yacimiento arqueológico)
Chactún (del maya: Chactún: Piedra roja) es el nombre de un yacimiento arqueológico de la cultura maya (mesoamericana) ubicado en el actual estado de Campeche, en México.
Un equipo de expertos mexicanos y de otras nacionalidades, de la National Geographic Society y el Instituto Nacional de Antropología e Historia, encabezado por el arqueólogo esloveno Ivan Šprajc, ha descubierto en 2013 mediante fotografías aéreas y bautizado como Chactún, Piedra Roja, una antigua ciudad maya nunca antes reportada. La ciudad presuntamente data del periodo maya clásico tardío (600 - 900 d. C.).
Según Sprajc el descubrimiento fue posible gracias a fotos aéreas, tomadas con la técnica de la estereoscopía, habiéndose encontrado mediante este procedimiento "trazos que eran evidentemente vestigios arquitecturales", y precisándose que: "hay estelas, altares y edificaciones piramidales alargadas, sin determinarse aún si han sido conjuntos habitacionales, ceremoniales o administrativos, algunos de los cuales conservan su acabado de estuco que permite apreciar el esplendor de la ciudad", contemporánea de otras ciudades mayas de la región como Calakmul, Becan y El Palmar.

## Localización
El yacimiento se encuentra en un área de 22 ha bajo una capa densa de vegetación, a 120 km al oeste de Chetumal y a 25 km de  Xpujil, en plena Reserva de la Biósfera de Calakmul.

## Descripción del yacimiento
El yacimiento consta de tres complejos monumentales que albergan diversas construcciones arquitectónicas, patios, plazas, monumentos esculpidos y dos canchas de  juego de pelota. Entre los edificios hallados se encuentran varias pirámides (la más alta con una altura de 23 metros) y una serie de construcciones de tipo palaciego cuyo uso aún no ha sido del todo verificado, aunque se sospecha que pudiera ser residencial o administrativo. En la ornamentación de los edificios se encontraron inscripciones talladas con estuco pintado, una técnica poco frecuente.
Se hallaron evidencias de que pobladores posteriores, de finales del  periodo clásico tardío o inicios del  posclásico, utilizaron los monumentos y les rindieron culto, ya que en el lugar había diversas ofrendas de cerámica.